# Петлистые уши
«Петлистые уши» — рассказ Ивана Алексеевича Бунина, опубликованный в сборнике «Слово» в 1917 году. В центре повествования — убийство, которое совершает матрос Адам Соколович.
Рассказ непосредственно, хотя и весьма сложно, связан с творчеством Ф. М. Достоевского и особенно с «Преступлением и наказанием», причём некоторые исследователи считают «Петлистые уши» пародией на этот роман и одним из ярких примеров глубокого антагонизма Бунина и Достоевского.
И. А. Бунин в письме П. А. Нилусу отмечал: «Тут [в „Петлистых ушах“] главное — адский фон и на нём здоровенная и ужасная фигура. А согласись, что это удалось».
Марк Алданов называл этот рассказ одним из лучших у Бунина.

## Название
Герой утверждает: «У выродков, у гениев, у бродяг и убийц уши петлистые, то есть похожие на петлю, — вон на ту самую, которой и давят их». Отсюда и название произведения.
Петля становится лейтмотивом повествования и художественно реализуется в мотивах и деталях: трамваи, описывающие круги по площади, галстуки в магазине, длинный шарф Соколовича, «восьмёрка» номера, в котором происходит убийство. Эта петля затягивает самого героя, и остановить это уже нельзя.

## Отзывы
Критик Е. А. Колотоновская в своём письме от 27 января 1917 году писала И. А. Бунину: «Рассказ „Петлистые уши“ глубоко поразил меня и взволновал. Кажется, это сильнее всего написанного Вами ранее… Но Вы, конечно, не об этом спрашиваете меня, а о сущности впечатления: чувствую ли я изображенное в рассказе как правду? Я думаю, что сейчас все так именно чувствую… сейчас все очевидцы мировых событий уже пришли к одной точке — к тому ощущению жизни и человека, которым проникнут Ваш страшный рассказ… Вы зачерпнули от самой гущи переживаемых теперь ужасов и это придало его непреходящему содержанию особенную остроту». А. Б. Дерман также отмечал актуальность этого рассказа: «тезисы Вашего [И. Бунина] рассказа идут ведь по линии текущих событий».